# Level design
 (juillet 2008).
Si vous disposez d'ouvrages ou d'articles de référence ou si vous connaissez des sites web de qualité traitant du thème abordé ici, merci de compléter l'article en donnant les références utiles à sa vérifiabilité et en les liant à la section « Notes et références ».

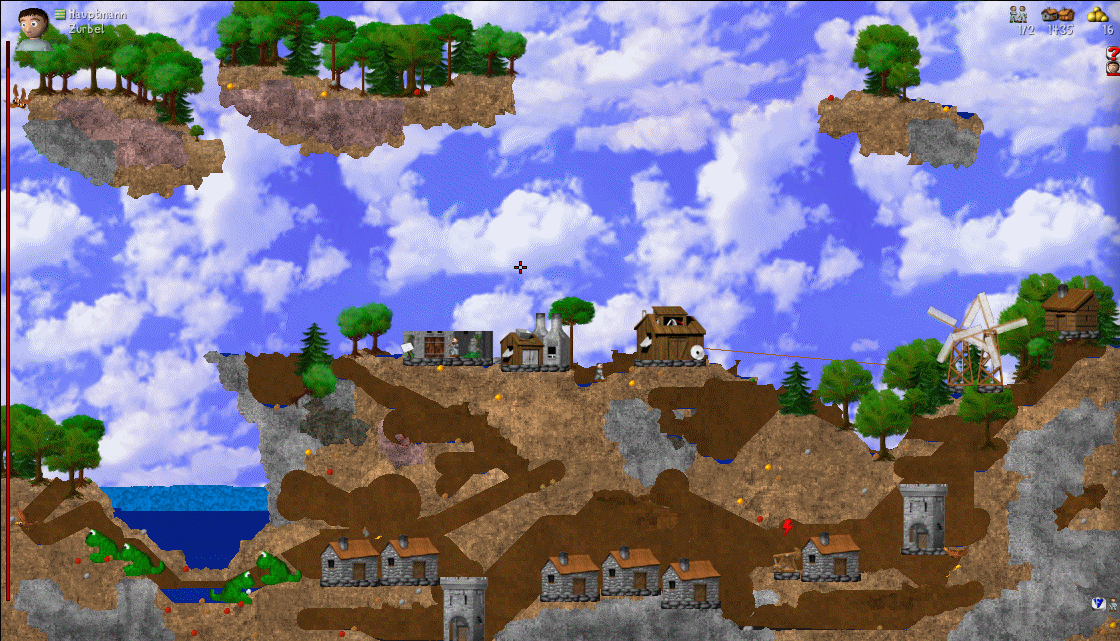
Niveau complet d'un jeu de plates-formes/réflexion, Clonk.

La conception de niveaux (en anglais level design) est, dans le domaine du jeu vidéo, l'étude des niveaux, ou « cartes ». C'est une phase importante qui a son influence sur le gameplay final du jeu. Plutôt que de concevoir des règles comme le game designer, le concepteur de niveaux (level designer) applique les mécaniques de gameplay dans le niveau, essayant de tirer un tout plausible, cohérent et varié. Son rôle est non pas de concevoir graphiquement les éléments (décors, obstacles, ennemis, bonus) mais de décider comment ceux-ci seront disposés au sein du niveau.
La conception de niveaux est bien plus que la création de cartes jouables : c'est la prise en compte de nombreux paramètres comme le gameplay général du jeu, l'évolution et le niveau du joueur, la navigation et la crédibilité de la carte dans le seul but de procurer du plaisir ludique.

## Histoire
Loin des années 1990 où certains jeux étaient encore réalisés par une seule et même personne, le jeu vidéo est devenu une industrie et a tout naturellement subi des transformations tant au niveau des spécialisations des métiers, que des architectures logicielles utilisées. L'essence d'un jeu vidéo, le moteur de jeu, est apparu (Scumm, Quake, Unreal...) séparant l'aspect programmation du contenu informationnel du jeu (décor, personnage, interactions, musique, bruitage). Des outils appropriés à cette nouvelle création artistique se sont développés (éditeur de niveaux) donnant ainsi au level design la place influente qui lui revient dans la réalisation de jeux vidéo.
Dans l'industrie, le level design est réalisé par la collaboration de différents corps de métiers (infographiste, sound designer...) sous la responsabilité du level designer. Il doit répondre aux objectifs fixés par le game designer tout en satisfaisant des critères de jouabilité.

### Niveaux en trois dimensions
Avec l'augmentation importante de puissance des consoles lors du passage aux consoles de cinquième génération, de nombreux jeux sont programmés en 3 dimensions. La création de niveaux connaît alors d'importants changements.

## Outils

Éditeur de niveaux du jeu de plates-formes Pekka Kana 2.

Un éditeur de niveaux est dépendant du moteur de jeu pour lequel on conçoit, ce qui ne facilite pas le travail des level designers. Il en existe un grand nombre, et on peut citer Bungie's, Forge & Anvil, Fear&Loathing, Valve's Hammer Editor, Epic's UnrealEd, Aurora Toolset de BioWare et GtkRadiant (connu anciennement sous le nom de Q3Radiant). Certains sont intégrés dans la distribution du jeu.
La tendance des jeux vidéo actuels pousse à accroître le réalisme 3D, et les éditeurs de niveaux se sont adaptés en intégrant des outils 3D professionnels éprouvés tels que 3D Studio Max, AutoCAD, Lightwave, Maya, XSI, qui de plus permettent de faciliter l'intégration des infographistes aux projets de jeu vidéo tout en réduisant le coût (et/ou le temps) de production des outils.
Parfois, les niveaux peuvent être générés automatiquement par un générateur de niveaux ( génération procédurale ).